# CBS Studios
Pour les articles homonymes, voir CBS.
CBS Studios, anciennement CBS Television Studios, est une entreprise de production de programmes télévisés de Paramount Global. 
Elle produit et co-produit des programmes télévisée pour plusieurs networks ainsi que pour des chaines câblées.

## Présentation
Fondée en 2006 sous le nom de CBS Paramount Television (ne pas confondre avec Paramount Television), elle dispose d'une filiale, CBS Television Distribution, avec laquelle elle distribue les programmes télévisés produits par les anciennes filiales rachetées ou appartenant au groupe CBS Corporation, à l'exception de ceux récupérés par Viacom et Paramount Television lors de la séparation des deux groupes.
C'est également la principale entreprise de production de The CW, chaîne appartenant à moitié au groupe CBS Corporation. Elle co-produit plusieurs séries à destination de cette chaîne avec Warner Bros. Television, filiale de WarnerMedia, le second détenteur de la chaîne.
En octobre 2020, l'entreprise est rebaptisée CBS Studios, ViacomCBS voulant unifier ses différentes filiales mais également se débarrasser du mot Television, la société ayant produit des programmes pour d'autres plateformes également.

## Liste des séries produites par CBS Studios
Note : Les séries indiquées en gras sont en cours de diffusion.

### Années 2000
- Sept à la maison (7th Heaven) (1996-2007, saison 9)
- Un gars du Queens (The King of Queens) (1998-2007, saison 11)
- Girlfriends (2000-2008, saisons 7 et 8)
- Les Experts (CSI: Crime Scene Investigation) (2000-2005, saisons 7 à 15)
- FBI : Portés disparus (Without a Trace) (2002-2009, saisons 5 à 7)
- Les Experts : Miami (CSI: Miami) (2002-2012, saisons 5 à 10)
- NCIS : Enquêtes spéciales (NCIS) (2003-, depuis saison 4)
- Cold Case : Affaires classées (Cold Case) (2003-2010, saisons 4 à 7)
- Les 4400 (The 4400) (2004-2007, saisons 3 et 4)
- Les Experts : Manhattan (CSI: NY) (2004-2013, saisons 3 à 9)
- Tout le monde déteste Chris (Everybody Hates Chris) (2005-2009, saison 2 à 4)
- Numbers (2005-2009, saisons 2 à 6)
- Médium (Medium) (2005-2011, saisons 2 à 7)
- Esprits criminels (Criminal Minds) (2005-2020, saisons 2 à 15)
- Ghost Whisperer (2005-2010, saisons 2 à 5)
- The Game (2006-2015)
- Gossip Girl (2007-2012)
- Leçons sur le mariage (Rules of Engagement) (2007-2013)
- The Cleaner (2008-2009)
- La Nouvelle Vie de Gary (Gary Unmarried) (2008-2010)
- Worst Week : Pour le meilleur... et pour le pire ! (Worst Week) (2008-2009)
- 90210 Beverly Hills : Nouvelle Génération (90210) (2008-2013)
- True Jackson (True Jackson, VP) (2008-2011)
- The Good Wife (2009-2016)
- Parents par accident (Accidentally on Purpose) (2009-2010)
- NCIS : Los Angeles (2009-)
- Melrose Place : Nouvelle Génération (Melrose Place) (2009-2010)
- Three Rivers (2009-2010)
- The Beautiful Life (2009)
- Vampire Diaries (The Vampire Diaries) (2009-2017)

### Années 2010
- Hawaii 5-0 (Hawaii Five-0) (2010-2020)
- Blue Bloods (2010-2024)
- Life Unexpected (2010-2011)
- Hellcats (2010-2011)
- Mad Love (2011)
- Criminal Minds: Suspect Behavior (2011)
- Chaos (2011)
- Unforgettable (2011-2016)
- A Gifted Man (2011-2012)
- Gentleman : mode d'emploi (How to Be a Gentleman) (2011-2012)
- Ringer (2011-2012)
- The Secret Circle (2011-2012)
- Hart of Dixie (2011-2015)
- Rob (2012)
- NYC 22 (2012)
- Vegas (2012-2013)
- Elementary (2012-2019)
- Made in Jersey (2012)
- Beauty and the Beast (2012-2016)
- Dr Emily Owens (Emily Owens, M.D) (2012-2013)
- Marvin Marvin  (2012-2013)
- Wes et Travis (Common Law) (2012)
- Under the Dome (2013-2015)
- We Are Men (2013)
- The Millers (2013-2015)
- Cult (2013)
- The Originals (2013-2018)
- The Tomorrow People (2013-2014)
- Les Thunderman (The Thundermans) (2013-2018)
- Reign : Le Destin d'une reine (Reign) (2013-2017)
- King & Maxwell (2013)
- Extant (2014-2015)
- Intelligence (2014)
- Bad Teacher (2014)
- Reckless : La Loi de Charleston (Reckless) (2014)
- Madam Secretary (2014-2019)
- Scorpion (2014-2018)
- NCIS : Nouvelle-Orléans (NCIS: New Orleans) (2014-2021)
- The McCarthys (2014-2015)
- Star-Crossed (2014)
- Les 100 (The 100) (2014-2020)
- Jane the Virgin (2014-2019)
- Power (2014-2020)
- Young and Hungry (2014-2018)
- The Odd Couple (2015-2017)
- Les Experts : Cyber (CSI: Cyber) (2015-2016)
- Battle Creek (2015)
- Zoo (2015-2017)
- Limitless (2015-2016)
- Code Black (2015-2018)
- The Messengers (2015)
- Significant Mother (2015)
- Crazy Ex-Girlfriend (2015-2019)
- Impastor (2015-2016)
- Rock Academy (School of Rock) (2016-2018)
- BrainDead (2016)
- American Gothic (2016)
- Angel from Hell (2016)
- Esprits criminels : Unité sans frontières (Criminal Minds: Beyond Borders) (2016-2017)
- Kevin Can Wait (2016-2018)
- Bull (2016-2022)
- MacGyver (2016-2021)
- Papa a un plan (Man with a Plan) (2016-2020)
- The Great Indoors (2016-2017)
- Pure Genius (2016-2017)
- No Tomorrow (2016-2017)
- Incorporated (2016-2017)
- Doubt (2017)
- The Good Fight (2017-2022)
- Superior Donuts (2017-2018)
- Riverdale (2017-2023)
- Return of the Mac (2017)
- Salvation (2017-2018)
- en:The Guest Book (2017-2018)
- Carpool Karaoke : La série (Carpool Karaoke: The Series) (2017-2023)
- American Vandal (2017-2018)
- Star Trek: Discovery (2017-2024)
- SEAL Team (2017-2024)
- Wisdom of the Crowd (2017-2018)
- 9JKL (2017-2018)
- Valor (2017-2018)
- Dynastie (Dynasty) (2017-2022)
- S.W.A.T. (2017-2025)
- No Activity (2017-2023)
- Life Sentence (2018)
- Instinct (2018-2019)
- en:Strange Angel (2018-2019)
- Whistleblower (2018-2019)
- Insatiable (2018-2019)
- One Dollar (2018)
- Magnum (Magnum P.I.) (2018-2024)
- FBI (2018-)
- A Million Little Things (2018-2023)
- Happy Together (2018-2019)
- Voisins mais pas trop (The Neighborhood)(2018-)
- God Friended Me (2018-2020)
- Star Trek: Short Treks (2018-2020)
- All American (2018-)
- Charmed (2018-2022)
- Legacies (2018-2022)
- Fam (2019)
- Roswell, New Mexico (2019-2022)
- The Twilight Zone : La Quatrième Dimension (The Twilight Zone) (2019-2020)
- In the Dark (2019-2022)
- The Code (2019)
- The Red Line (2019)
- Dead to Me (2019-2022)
- Blood & Treasure (2019-2022)
- Beverly Hills : BH90210 (BH90210) (2019)
- Why Women Kill (2019-2021)
- Unbelievable (2019)
- Carol's Second Act (2019-2020)
- Evil (2019-2024)
- The Unicorn (2019-2021)
- Nancy Drew (2019-2023)
- The Moodys (2019-2021)
- Miss Farah (الآنسة فرح) (2019-2022)

### Années 2020
- FBI: Most Wanted (2020-2025)
- 68 Whiskey (2020)
- Journal d'une Future Présidente (Diary of a Future President) (2020-2021)
- Star Trek: Picard (2020-2023)
- Katy Keene (2020)
- Tommy (2020)
- Broke (2020)
- Most Dangerous Game (2020)
- Power Book II: Ghost (2020-2023)
- The Comey Rule (2020)
- Les Astronautes (The Astronauts) (2020-2021)
- The Stand (2020-2021)
- Walker (2021-2024)
- The Equalizer (2021-2025)
- Clarice (2021)
- Drama Club : option théâtre (Drama Club) (2021)
- La République de Sarah (The Republic of Sarah) (2021)
- iCarly (2021-2023)
- Gossip Girl (2021-2023)
- Power Book III: Raising Kanan (2021-)
- FBI: International (2021-2025)
- NCIS: Hawai'i (2021-2024)
- Ghosts (2021-)
- The Lost Symbol (2021)
- Mes parrains sont magiques : encore + magiques (The Fairly OddParents: Fairly Odder) (2022)
- Star Trek: Strange New Worlds (2022-)
- Une famille vraiment Loud (The Really Loud House) (2022-2024)
- Esprits Criminels (Criminal Minds: Evolution) (2022-)
- Bad Things (2023)
- Erin & Aaron (2023)
- Cross (2024-)
- Murderbot (2025)
- Star Trek: Section 31 (2025)